# Ла Прери (Квебек)
Ла Прери (фр. La Prairie) је град у Канади у покрајини Квебек. Према резултатима пописа 2011. у граду је живело 23.357 становника.

## Становништво
Према резултатима пописа становништва из 2011. у граду је живело 23.357 становника, што је за 7,3% више у односу на попис из 2006. када је регистровано 21.763 житеља.
| 2006.  | 2011.  |
| ------ | ------ |
| 21.763 | 23.357 |